# 中川俊男
中川 俊男（なかがわ としお、1951年6月27日 - ）は、日本の脳神経外科医、医学者。学位は、医学博士（札幌医科大学大学院・1994年）。第20代日本医師会会長。新さっぽろ脳神経外科病院理事長。

## 略歴
- 1951年 - 北海道旭川市生まれ
- 1964年 - 旭川市立日章小学校卒業
- 1967年 - 旭川市立常盤中学校卒業
- 1970年 - 函館ラ・サール高等学校卒業[3][4]
- 1977年 - 札幌医科大学医学部卒業
- 1988年 - 新さっぽろ脳神経外科病院 開設[5]
- 1992年 - 日本脳ドック学会を設立し、幹事・事務局長を歴任[1]

- 1994年 - 「無症候性未破裂脳動脈瘤の発見と治療」にて、札幌医科大学大学院より博士（医学）の学位を取得[6]
- 2000年 - 札幌医科大学医学部 脳神経外科臨床 教授に就任。その後、厚生労働省の中央社会保険医療協議会委員、厚生科学審議会委員、社会保障審議会委員を務めた[1]
- 2006年 - 日本医師会 常任理事
- 2010年 - 日本医師会 副会長[1]
- 2020年 - 日本医師会会長選挙で現職の横倉義武を破り、第20代会長に就任[7]
- 2022年5月 - 任期満了に伴う次期日本医師会会長選挙に立候補せず、任期限りで退任することを表明する。

## 医師会長として
2020年、現職の横倉義武を破り第20代医師会会長に就任。選挙戦では、当時の安倍晋三首相との関係が良好で「調整型」とされた横倉との一騎打ちとなった。政権の意見を聞きながら迎合する傾向があった横倉に対して、中川は「国民の健康と命を守るためならどんな圧力にも決して負けない、物を言える新しい日本医師会に変える」という強い意志表明が支持され当選に繋がった。元々、横倉前会長時代には医師会の副会長の1人であり、厚労省の審議会などでは医師会の要望を強く主張する役割を担っており、その分永田町や霞が関とのパイプは乏しかった。就任後は、経済への影響に配慮して外出制限などを控え目に判断する政府に対して全国的な緊急事態宣言の発令を働きかけた。またコロナワクチン接種の前倒しや酸素投与の必要がない中等症-軽症患者の療養方針などについて政府との調整を行った。しかし、コロナ対策に追われる一方で、本来の医師会のための活動は十分ではなかったとされる。また、新型コロナウイルスに対する行動制限についての自らの発言がしばしば世論の物議を醸した上に、政府・与党とも対立する場面もあった。さらに自身の醜聞も加わったことで「言行不一致」と国民から見做されて、新型コロナウイルス感染拡大下での医療体制に医師会が寄与したとみられず、却って国民や政財界から日本医師会に対する不信を高める要因となった（後述）。
コロナ対策と並んで医師会長として最大の仕事となったのが2022年度の診療報酬改定へ向けての政権側との交渉であった。コロナ禍を受けて看護職などを中心とした医療従事者の待遇改善などが求められており、政府側も最終的に改定率を診療報酬本体をプラス0.43%（国費300億円程度）としたものの、薬価をマイナス1.35%（同マイナス1600億円程度）、材料価格をマイナス0.02%（同20億円程度）と実質的に診療報酬全体ではマイナス0.94%となったうえに、日本医師会側が強力に抵抗していたリフィル処方箋制度の導入が決まるなど、中川の手腕の乏しさと官邸との連携の悪さが響いた結果となり、結果的に1期のみで会長退任を余儀なくされる一因となった（後述）。
世界的には、2022年ロシアのウクライナ侵攻に関して、「多くのウクライナ国民が苦難に直面されている」と述べ、ウクライナ国民の医療支援を目的として、2022年3月9日に1億円の寄附を行うなどリーダーシップを発揮して世界医師会による「ウクライナ医療支援基金」の原資となった。そして、ポーランド、スロベキア、ハンガリー、ルーマニア、フランスの各国医師会とともに「タスクフォース・ウクライナ」を構成し、ウクライナ医師会の要望リストに掲載された外傷治療用応急処置キット、止血帯、耐熱ブランケットなどの医薬品・医療物資を、イスラエルのテルアビブからポーランドのワルシャワへ3月25日に輸送した。翌日の3月26日にポーランド医師会の支援によりウクライナとの国境に搬送され、ウクライナ保健省と協力して最も重要な地域に確実に配送された。その後、日本医師会からのウクライナへの寄付は4月13日に約2億7千万円（約200万ユーロ）に達し、４月21日には約３億円に達した。その結果、ウクライナのリヴィウ市長から感謝状が届くとともにWHO、世界医師会より高く評価し、感銘を受けたとして、メッセージが寄せられた。

## 発言
新型コロナウイルス対策関連
かねてから新型コロナウイルスに対して危機感を表わす発言を続けており、会長在任中は全国的な緊急事態宣言の発令など国民に対する強力な行動制限を求め、かつゼロコロナを目指すスタンスの発言を取り続けた。しかし、これらの発言は「気の緩み」などの精神論的な指摘であったことや、さらなる行動自粛を強要する一方で自身は100人規模の政治資金パーティーを主催した（後述）ことから、国民の反感を買った。また、コロナ禍における経済対策から行動制限の緩和を進める政府与党・経済界側とも対立する場面もあり、様々な物議を醸すことも多く、さらに感染拡大時の病床逼迫や医療体制の改善にも結果的に繋がらなかったことで、日本医師会に対する厳しい批判と世論の支持を失う一因となった。
- 2020年7月22日の会見で、同月23日から26日までの4連休を控えて、「今の感染者の『急増』が『激増』になってしまうと、通常医療も含めた医療提供体制の崩壊につながる確率が高い」と述べ、「あすからの4連休が山場で『我慢の4連休』としていただきたい。国民の皆さんには初心に帰って、県境を越えた移動や不要不急の外出を避けてほしい」と国民へ行動自粛を呼び掛けている[17]。
- 2020年8月5日の会見では、お盆休みに関して国民に対し「引き続き我慢のお盆休みと申し上げたい。特にお見舞いは控えてほしい」と呼びかけ。「現行法を総動員してできることは全て行った上で、必要であれば新型インフルエンザ等対策特別措置法改正による法整備を勇気を持って行うことも必要だ」と訴えた[18]。
- 2020年11月18日の会見で、政府による観光需要の喚起策「Go To トラベル」と感染との関係について「感染者が急増したというエビデンスはなかなかはっきりしないが、きっかけになったことは間違いないと私は思っている。感染者が増えたタイミングを考えると関与は十分しているだろう」と発言した[19]。しかし、与党内からは「証拠がないのに断定している」と中川に対する批判が噴出した[20][21]。また、この会見では国民に対して「コロナに慣れないでください。コロナを甘く見ないでください」と訴え、「今週末は秋の我慢の3連休としてお過ごしください」と行動の自粛を呼びかけている[22]。
  - この頃には、中川の国民に行動自粛を要請する歯に衣着せぬ発言が「国民任せだ」「上から目線で偉そうだ」と言った世論の反発を招くようになっていった[23]。中川の一連の発言に反発する男性被疑者から殺人予告を受ける事態にもなっている（その後、被疑者は脅迫容疑で逮捕されている）[24]。
- 2021年1月6日の記者会見で新型コロナウイルスに対して、「新型コロナウイルスは普通の風邪ではない。急激に重症化し、致死率も風邪や季節性インフルエンザとは大きく違う」と述べた[25][26][リンク切れ]。
- また同日の会見では、国民に自粛を呼びかける上で、国会議員に「4人以下の会食なら感染しないとお思いなら間違いだ」「まず範を示していただきたい」「国民に生じた緩みの解消につながる」として、会食の全面自粛を促した[27]。
  - この発言に際しては「何様のつもりか」「調子をこきすぎだ」と与党関係者の反発を招いた[28]うえに、自身も政治資金パーティーへ参加していたことが判明（後述）し、世論からさらなる反発を招いた。
- 2021年1月13日の会見では、当時の感染状況について「緊急事態宣言対象地域は医療崩壊の状態になってきている。感染者数の増加が続くと、医療崩壊から医療壊滅になる恐れがある」と発言し、さらに「『人は一生に一度戦争を体験する』といわれる。戦争を有事と置き換えれば、今がそのときだ。危機感、緊張感が完全には戻っていない。若い世代は自分だけでなく、ほかの人の命にも重大な影響を与えることを自覚して、徹底した感染対策をしてほしい」と危機感を強調する発言を行い、緊急事態宣言について「今後の感染拡大の状況によっては、全国的な発令も検討すべき情勢になっている。このような状況が続けば、強制力をもった行動制限の必要も出てくる」と全国的な拡大を求めている[29] 。
  - しかし、世論に加え、一部医療関係者からも「戦争」「有事」といった言葉を使って過度に危機感を煽る中川らの発言に対し、批判の声が挙がっている[30]。
- 2021年1月22日の都内での講演で、前年から延期の上で同年夏開催予定となっていた2020年東京オリンピック・パラリンピックに関して「オリンピック・パラリンピックが開催可能か、日本医師会として言及するつもりはない」としたうえで、「（来日する）選手団だけでも大変な数。新たな患者が発生したら、今の状況で受け入れ可能かというと、可能ではない」「ワクチンが劇的に効力をもたらしたとか、特効薬が急にできたとか神がかり的な出来事があれば別だが、今の状態でこれ以上（患者が）増えると、どうなるかと思う」と述べた[31][32]。
  - その後、五輪・パラ五輪開催が正式に決定した同年7月14日の会見では「国内の新型コロナウイルス感染症が終息してない中、またワクチン接種を同時並行で加速させなければならない中で開催する以上、安全安心な大会になるよう医療者として全力を注ぎ対応していく」と述べている[33]。
- 2021年3月3日の「m3.com」の取材に際し、「私は『withコロナ』という言葉は適切でない、というか危険だと考えます。それは若い世代を中心とした緩みの原因にもなっていると思うからです。『感染しても、軽く終わる』といった考え方につながりかねません。『ゼロコロナ』を目指す必要があります」と持論を展開している[34]。
- 2021年4月28日の会見では、第4波における緊急事態宣言について、「かなり短い」とした上で、解除基準についても期間を定めず成果型とした上で、一例として「（東京都の1日当たりの新規感染者が）100人以下になったら解除」という考えを示していた[35]。
- 2022年4月20日の記者会見では、「ウィズコロナの状態でマスクを外す時期は日本において来ないと思っている」「そうした対応は避けるべきだ」と強調した。「ウィズコロナ」を模索してマスク着用の規制が緩和される世界の潮流について、「結論から言いますと、マスクを外すのは新型コロナウイルス感染症が終息した時だと思っている。ウィズ・コロナの状態でマスクを外すという時期が来るという風には思っていない」と明言した。マスク不要と判断する観点について、「まずは収束が来た時点で、その収束がどのくらい維持できるか。感染の流れ、いろいろな状況を見て、疫学的調査もしながら、終息が来るんだ、と言うことが分かった時点で初めてマスクを外していいんだという風になる」持論を述べた[36]。
  - この発言に際しても、中川の過去の発言などの経緯から世論の反発が相次ぎ、医療従事者や識者から「コロナが始まる前と同じような医療体制がしっかり整うという事が非常に重要で、それをしっかり整うように医師会は働きかけないといけない。ですので、そういったところでこういったことを一律に発言するというのは、もう少し考えていただきたい」（水野泰孝医師）[37]「ニュースを見て、なぜこの方に意見を求めにいったのかなと思った。元々この方が、あるいはお医者さんが言っていることが妥当だと思う人は、そのまま受けてもいいと思う。“私としては”すごく違和感があった」（堀成美看護師）[38]と中川の発言に批判が相次いでいる。
  - その翌週となった同月27日の会見では、「屋外ではマスクをする必要はほとんどないだろう。常にどこでもマスクをした方がいいと言っているわけではない」と前回の発言を補足したうえで、「熱中症には十分気を付けて、屋外などで十分な距離があるときには、マスクを外す対応を取っていただきたい」「日本小児科学会も2歳未満はマスクを使用しないように呼び掛けているが、それ以上の年齢でも、大人が十分に気を付けていただければと思う」と若干スタンスを修正したうえで、熱中症対策を含めた対策について述べている[39]。

診療報酬改定関連
- 2021年11月17日の会見で、財政制度等審議会における財務省のスタンスについて「医療の現場感覚と大きくずれている点もあり、容認できない指摘が多々ある」と、常任理事の松本吉郎とともに厳しく批判した。中川は「財政面から個々の項目について問題点を指摘するのは、財務省の役割であり、よく勉強して頑張っている印象もあるが、所管である財政の問題を越えて細かく医療分野の各論に踏み込んでくるのは、省としての守備範囲を超え、現場の感覚と大きくずれている点もあり、容認できない指摘が多々ある」とし、「財政審の主張は診療報酬の各論に踏み込み過ぎであり、領空侵犯だ」と厳しく切り捨てた。また、財政審の資料内の「いわゆる『なんちゃって急性期病床』が急増した」との表現についても「この揶揄するかのような呼び方は、医療機関に対しても、入院患者に対しても極めて失礼な表現だ。まるで医療政策を弄んでいるかのようで、唖然とした」と怒りを露にした[40]。
- 2021年12月16日の会見で、2022年度診療報酬改定の改定率の政府・与党との折衝に際し「診療報酬本体のマイナス改定はあり得ない。絶対にプラス改定にしなければ全国の医療が壊れてしまう」と危機感を露わにし、岸田政権に対し「危機を乗り越えるためにも医療に対してもしっかり財政出動すべき」と発言。さらに「2年近くにわたり、全国の医療機関、医療従事者・関係者は、感染リスクを乗り越えて、風評被害に耐えながら新型コロナと全力で戦ってきた。ワクチン接種にも邁進した。岸田首相が成長と分配を掲げたことに多くの期待を寄せている。これからもコロナとの戦いは続く。決してひるまず戦い続ける。第6波や新たな新興感染症にも、備えを固める覚悟だ。医療従事者の心を折らないでください。令和4年度診療報酬改定は躊躇なく本体プラス改定とすべきだ」と強く求めている[10]。
- 2021年12月22日の会見で、2022年度の診療報酬改定が決定したことを受け「改定率については、必ずしも満足するものではないが、厳しい国家財政の中、プラス改定になったことについて、率直に評価をしたい」と発言し、冒頭で「地域医療の維持確保及び充実に向けて尽力頂いた」として総理大臣、関連閣僚や厚生労働関係の国会議員に対する謝辞を述べたが、その中で安倍晋三元首相を失念し、後の発言内で安倍を追加する形で修正するミスを犯している[41][42]。

## 不祥事・批判
まん延防止等重点措置期間中における政治資金パーティーを主催
2021年4月20日、東京都で新型コロナウイルスに対するまん延防止等重点措置が適用されている期間にもかかわらず、自らが発起人となり、自由民主党の自見英子参議院議員の政治資金パーティーに参加していたことが、『週刊文春』の取材で判明。パーティーには日本医師会の常勤役員14人全員を含め、全体では約100人が参加した。案内状によると、中川は発起人として参加を周囲に呼び掛けていたとされており、医師会内部からも疑問の声が上がっていたという。
中川は前述のようにメディアを通して国民へコロナウイルスの危機感を強く訴えるのみならず、政治家の会食などには全面自粛を行うよう厳しい姿勢を見せてきた立場でありながら、感染リスクの高い会食に参加したことが批判の対象となった。中川は翌12日の定例会見で記事の事実を認め、「全国で多くの皆さまが我慢を続けている中で、慎重に判断すれば良かった」と陳謝しうえで、「会長職を退くつもりは全くない。これまで以上に責務を果たす」と会長辞任については否定した。
なお、自見は医師でもあり、日本医師会傘下の政治団体である「日本医師連盟」の組織内候補として2016年の第24回参議院議員通常選挙で比例区から立候補し、当選している。
新型コロナ流行時期に高級寿司店で密会デート
2020年8月25日に、1人当たりの単価が2万～3万円という寿司店で女性と密会デートを行っていた。客席間にアクリル板の無い満席の店で感染拡大のリスクがあるにもかかわらず、酒店で買ったシャンパーニュを持ち込んで飲みながら40代の女性と1時間半ほど過ごした。当時は新型コロナ第2波という感染拡大時期であり、中川は当デートの直前にも「人との接触を控えて三つの密を避けろ」と会見で発言し「我慢のお盆休み」を国民に求めたに関わらず、自身は客が密集する空間で女性と長時間食事をしたことが批判された。
なお、デートの相手となる女性は日本医師会総合政策研究機構主席研究員。女性は2020年時点で年収1,800万円で、日本医師会の職員の中では最高額とされ、これは中川が当時の日本医師会会長へ直談判したためと推測されると日本医師会幹部が語っている。
コロナ対応に無関係な開業医等へコロナ補正予算を充当することを主導
東京医科歯科大学医学部附属病院は、2020年1月28日には大学全体のコロナ対策本部が設置され、2020年4月にコロナ患者受け入れに舵を切った。
2020年5月1日時点で4台のECMOを使用、3つの病棟129床を閉鎖し、同時に、予定手術も4月中旬ですべて休止し、院内ICUと救急ICU（計26床）を重症患者用22床に転換し、中等症用として3病棟を用意し、80人以上の患者受け入れ態勢を整えた。結果として、100億の減収となった。
他方、補正予算は、東京医科歯科大学医学部附属病院に充当することなく、日本医師会会長である中川主導のもと、多くのコロナ患者を受け入れている公的病院ではなく、開業医等に充当された。

### 会長職1期のみで退任
2022年6月に予定されている次期日本医師会会長選挙に、当初は同年3月27日に再選へ向けて立候補の意思を表明したが、その後、同年5月23日の記者会見で「このままでは激しい選挙戦になることは必至だ。日本医師会全体の分断を回避し、一致団結して夏の参議院選挙に向かうことができるのであれば本望だ」と一転して、立候補を断念することを表明した。
中川が再選出馬を断念した背景に、前述のコロナ禍の最中での数々の発言や自身のスキャンダルなどに対して世論から医師会への反発を招いたことに加え、前述の「Go To トラベル」に対する姿勢など新型コロナ対策で政府・与党側と対立し、さらに2022年に行われた診療報酬改定において十分な実績を残せなかったことや、一定期間は再診を受けなくても繰り返し使えるリフィル処方箋が医師会側の抵抗を押し切って導入されたことから、中川の手腕を疑問視する声が医師会内で上がり、中川執行部体制への反発から医師会内の支持を得られず、会長再選は厳しいと判断したとされる。中川への評価について組織の内外や厚労族議員などからも「（中川は）国民に向けた発信は熱心だったが、地域の医師会に頭を下げて回るような姿は見られなかった」「組織全体として、現場で何が起きているのかを把握できていなかった」「自分のペースで物事を進めるので、組織内の意思統一が図りづらかった」「自由に意見を言えるような雰囲気がなかった」「政治家とのコミュニケーションが取れていなかった」という厳しい評価が出されている。少なくとも中川の立候補表明から4月半ばまでは中川再選を前提とした新執行部案が検討されていたが、会長選挙が近づき、横倉義武前会長を中心とした実力者から会長交代への動きが目立ち始めてきたという。
前回の選挙で中川の後援をした埼玉県医師会は、今回の会長選で中川を擁立したのでは体制が持たないと判断し、同会所属で日本医師会常任理事である松本吉郎の擁立に方向転換した。中川は日本医師会幹部に「何とかならないか」と続投支持を求めたことに対し「会長として日本医師会の運営をちゃんとしなかったからだ」と突き放したとされる。前述の通り「日本医師会全体の分断を回避」することを目的に中川は再選を断念したが、結果的に松本のほかに日本医師会副会長の松原謙二（大阪府医師会）も次期会長選に立候補したため、選挙戦は回避されなかった。6月25日の役員選挙の結果、松本が松原を破って次期会長に当選し、副会長選挙では中川執行部から立候補した現職副会長の今村聡が落選している。
中川の再選不出馬を受けて、後藤茂之厚生労働大臣は「中川会長として尽力された2年は、新型コロナウイルス感染症対策に忙殺される日々だったと思う。この間の協力に感謝したい」とコメントした。
同年6月16日、日本医師会会長として最後の会見に臨んだ中川は新型コロナの対応について「点数はつけられません。ただ失敗したなという思いはあまりありません。現実的に力不足だったなと、思うことはありますけど」と語り、特に感染の急拡大に病床の確保が追い付いていなかった点があったとして「平時から新しい感染症への備えが無かったのは事実だ」と述べた。その上で政府が新たな感染症の発生に備え、首相直轄の司令塔となる「内閣感染症危機管理庁」を新設することについては「今のシステムを統合・再編し、強力な司令塔機能を持った組織を作ることに期待している」と評価している。

## 所属学会
- 日本医師会
- 日本臨床脳神経外科学会
- 日本脳ドック学会

ほか